# Denise Gorzelanny
Denise Gorzelanny (* 1954 in Berlin) ist eine deutsche Schauspielerin, Synchronsprecherin, Sängerin, Texterin, Komponistin und Autorin.

## Biografie
Ihre Eltern sind der Akrobat, Stepptänzer und Leiter einer Schule für Varieténachwuchs, Ferry Gorzelanny, und die Schauspielerin Gitta Winter. Später, als sie in verschiedenen Familien und Einrichtungen untergebracht war, waren bereits Schultheater, Musik, kreatives Gestalten, Sprachen und Sport ihre Alltagspassionen. Nach einem Unfall ihres Vaters wurde sie bis zu dessen Tod zu seiner Pflegerin. Sie nahm privaten Gesangs-, Schauspiel- und Sprechunterricht und spielte erste Rollen im Fernsehen und auf Berliner Bühnen. In dieser Zeit trat sie auch mit ihrer ersten Band „Dies Irae“ und im Duett mit Gitarrist Michael Geese als Sängerin auf. Nach dem Abitur am Berliner Sophie-Scholl-Gymnasium studierte sie 1973 ein Semester Wartezeit bis zu ihrer Aufnahme an die Berliner Max-Reinhardt-Schauspielschule/UdK Berlin Anglistik/Slawistik an der FU Berlin.
Nach ihrem vierjährigen Schauspielstudium erlangte sie mit ihrer Debütrolle des Gustchen aus dem „Hofmeister“ von Jakob Michael Reinhold Lenz ihren Abschluss der staatlichen Bühnenreife (1978). Es folgten TV-Produktionen (u. a. „Denken heißt zum Teufel beten“, „Nessie – das verrückteste Monster der Welt“) sowie Theaterproduktionen am Berliner Theater am Kurfürstendamm und der Schaubühne am Lehniner Platz. Parallel dazu arbeitete Denise Gorzelanny auch als Sängerin mit der Band „Guano“ und war durch Sherry Bertrams „Compass“-Big Band fortwährend in Schallplattenstudios für zahlreiche LP-Produktionen und TV-Shows renommierter Künstler tätig. Zudem war Gorzelanny vier Jahre Sängerin bei Klaus Knapps Band „Airship“, Sängerin des Profiquartetts „Wichcraft“ (LP-Produktion „Outside Inn“, Konzerttournee). Damals nahm sie ihr Zweitstudium einer vierjährigen klassischen Gesangsausbildung zum Mezzosopran (Abschluss Erstes Staatsexamen als Musiklehrer) an der Berliner Hochschule der Künste (1985) auf und unterrichtete danach ein Semester lang Gesang an einer Berliner Musikschule.
Erste eigene Erfahrungen als Songtexterin und Komponistin sammelte sie als Solosängerin der Berliner Rockband „Artischock“, mit denen sie vier Jahre auf Tourneen ging, Wettbewerbserfahrungen mit Preisen sammelte und zwei Singles sowie eine LP veröffentlichte.
Während einer fünfjährigen Bühnenauszeit wandte sie sich ihrer Ausbildung zur Kunstmalerin zu (Ausbildung bei Horst Grig, Peter Müller/UdK), wurde Mitglied der Künstlergruppe ASK Berlin und stellte ihre Ölgemälde in Einzel- und Gruppenausstellungen im In- und Ausland aus. Zusätzlich wirkte sie als Jazzsängerin des Berliner Quartetts um Harry Ermer, „Local Vocals“, mit. Die Rückkehr zu Bühne und Film gelang ihr durch fortlaufendes Training in Actingkursen seit 1983 (u. a. bei Meredith Monk und Ping Chong - U.S.A, Zygmunt Molik - Polen, MK Lewis - U.S.A., Karin Kleibel, Monika Schubert - Berlin, Filmhochschule Potsdam), durch den Einstieg in das Synchronfilmgewerbe (seit 1995) und der Mitgründung einer freien Theatertruppe („Society Players“) 2006. Seit 2008 ist Denise Gorzelanny mit „lesART Widerhall“ mit Lesungen und Gesang unterwegs, spricht Hörspiele und Hörbücher ein, schreibt ihre eigenen Kurzgeschichten und Songs. Zu sehen ist sie seit 2008 in TV-Rollen oder Kinofilmen.
Denise Gorzelanny war in erster Ehe mit dem Trompeter Peter Tüllmann, in zweiter Ehe mit dem Bassisten Peer Forsberg verheiratet. Sie hat drei Kinder. Die beiden letztgeborenen Kinder Nick Forsberg und Millie Forsberg sind ebenfalls Synchronsprecher.

## Theater (Auswahl)
- „Der Hofmeister“ / J.M.R. Lenz, Debütrolle des Gustchen (Ulrich Gebauer als Hofmeister), Regie: Dietrich von Oertzen, Theatersaal der UdK Berlin, Fasanenstraße
- „Romeo und Julia“ / W. Shakespeare, Rolle Rosalinde Capulet (Klaus Hoffmann als Romeo), Freie Volksbühne Berlin
- „Hallo, Dolly!“, Rolle der Ermengarde (Marika Rökk als Dolly, Wolfgang Lukschy als Horace Vandergelder), Regie: Gene Reed, Theater des Westens Berlin
- „Sie spielen unser Lied“, Rolle der Muse Sonia (Gaby Gasser als Sonia Walsk, Harald Juhnke als Vernon Gersch), Deutsche Erstaufführung 1980, Regie und Übersetzung von Jürgen Wölffer, Theater am Kurfürstendamm Berlin
- „The Games“, Rolle als Gameplayerin, Autoren und Regie Meredith Monk und Ping Chong, Schaubühne am Lehniner Platz 1984
- „Brecht-Akte“, gesungen, Local Vocal, Regie George Tabori, Berliner Ensemble 2000
- „Unruhe des Herzens“ / Stefan Zweig, 40-minütiger Monolog: 24 Stunden aus dem Leben einer Frau, Regie Iris Artajo, Theater lastreslolas / Greenhouse 2001
- „Fragmentation“ / Eric Durnez, Übersetzung und Regie Johannes von Westphalen, szenisch gelesene Rolle Soldatenmutter, Maxim-Gorki-Theater Studio, 2002
- „Das kann doch einen Seemann nicht erschüttern“, Rolle Lady, Autorin/Regie Katja Notte, Kieztheater 2004
- „Berliner Nächte“, Rolle Insulana, Autorin/Regie Katja Nottke, Kieztheater 2005
- „House of Yes“ / Wendy McLeod, Rolle Mrs. Pascal, Regie Hans-Dieter Heiter, Theater Zerbrochene Fenster 2006
- “Criminal Hearts” / Jane Martin, Rolle Mrs. Carnahan – Offstimme, Regie Karin Seven, Theater Engelbrot Berlin 2007
- “NON(N)SENS” / Dan Goggin, Rolle Mutter Oberin Maria Regina, Regie Wolfgang Wittig und Sebastiano Meli, Berliner SCALA, Coupé-Theater Berlin 2008
- “Mord in Balfour Castle” / Oliver Feld, Rolle Gräfin Esther Balfour, Regie Oliver Feld, Theater O-Ton Art Berlin 2019

## Film (Auswahl)

### Schauspielerin
- 1975: Jan und Jo
- Café Wernecke (TV-Serie) – Regie: Wolfgang Teichert
- Die menschliche Pyramide
- 1980: Der Preis: Soft Error – Regie: Lutz Heering
- Denken heißt zum Teufel beten
- 1983: Nessie – das verrückteste Monster der Welt – Regie: Wolfgang Zehetgruber
- Der Roboter – Regie: Lutz Heering
- Auto – Regie: Lutz Heering (Kurzfilm)
- 2004: Unser Charly – Regie: Monika Zinnenberg
- 2003–2008: Schlick.TV (Achtteiler: Teil 1–5) – Regie: Rainer Fritzsche
- 2006: Zaldiar3/BSMO – Regie: Gregor Theuss
- 2009: Ballons (Kurzfilm) – Regie: Viktor Markstein
- 2009–2010: GZSZ (TV-Serie) – Regie: Julian Plica, André Siebert, Hannes Spring, René Wolter
- 2010: Ebenbild, (3D-Kurzfilm) – Regie: Carolina Gumz/Valentin Fuhlenbrock
- 2010: In aller Freundschaft (TV-Serie, Folge 495: Verschenkte Liebesmüh) – Regie: Frank Gotthardy
- 2010: Lisa und Luise – Regie: Carolina Gumz
- 2010: eMANNzipation – Regie: Philipp Müller-Dorn
- 2011: Ihr Brief zur Hochzeit – Regie: Silvana Santamaria
- 2015: SOKO Stuttgart (Folge: Mädelsabend), – Regie: Daniel Anderson
- 2019: Die Gabe – Regie: Dirk Petrick
- 2019: Schlick TV (Serie) – Regie: Rainer Fritzsche

### Synchronsprecherin

#### Filme
- 1998: Für Nancy Lenehan in Pleasantville – Zu schön, um wahr zu sein als Marge Jenkins
- 2005: Für Nancy Lenehan in Beauty Shop als Mrs. Struggs
- 2005: Für Marianne Horine in Kampf um Endor als Hexe
- 2010: Für Frances Conroy in Stone als Madylyn Mabry
- 2012: Für Embeth Davidtz in The Amazing Spider-Man als Mary Parker
- 2013: Für Amanda Plummer in Die Tribute von Panem – Catching Fire als Wiress
- 2015: Für Emma Tate in Gladiators of Rome als Circe
- 2015: Für Bonita Friedericy in Big Business – Außer Spesen nichts gewesen (Unfinished Business) als Helen
- 2015: Für Shola Adewusi in Im Himmel trägt man hohe Schuhe als Hebamme
- 2016: Für Sue Diepeveen in Honey 3: Der Beat des Lebens als Amanda
- 2016: Für Leslie Uggams in Deadpool als Blind Al
- 2017: Für Sue Clark in Der seidene Faden als Biddy
- 2018: Für Kheng Hua Tan in Crazy Rich als Kerry Chu
- 2018: Für Leslie Uggams in Deadpool 2 als Blind Al
- 2019: Für Sarah Douglas in A Christmas Prince: The Royal Baby als Mrs Averill
- 2019: Für Hélène Vincent in Alles außer gewöhnlich als Mutter von Joséph
- 2020: Für Lin Shaye in The Grudge als Faith Matheson
- 2022: Für Bríd Ní Neachtain in The Banshees of Inisherin als Mrs. O’Riordan
- 2022: Für Barbara Goodson in Die Gangster Gang (The Bad Guys) als alte Dame
- 2023: Für Cecily Strong in LEO als Mrs. Malkin

#### Serien
- 2006–2007, 2012: Für Valerie Mahaffey in Desperate Housewives als Alma Hodge
- 2011: Für Anette Lindbäck in Die Brücke – Transit in den Tod als Gry
- 2013–2017: Für Lori Tan Chinn in Orange Is the New Black als Mei Chang
- 2013: Für Elizabeth Norment in House of Cards als Nancy Kaufberger
- 2013: Für Dendrie Taylor in Sons of Anarchy als Luanne Delaney
- 2015: Für Grace Zabriskie in Ray Donovan als Mrs. Minassian
- 2015: Für Laila Robins in Homeland als Martha Boyd
- 2015–2016: Für J. Smith-Cameron in Rectify als Jane Talbot
- 2015–2018: Für Vanja Blomkvist in Jordskott als Ylva
- 2016: Für Fionnula Flanagan in Brotherhood als Rose Caffee
- 2017–2019: Für Mary Stuart Masterson in Blindspot als Eleanor Hirst
- 2018–2019: Für Sandy Martin in Ray Donovan als Sandy Patrick
- 2018–2024: Für Artemis Pebdani in Big City Greens als Alice Green
- 2019: Für Sheila McCarthy in The Umbrella Academy als Agnes Rofa
- 2019: Für Jill Frappier in Hudson & Rex als Miranda Hudson
- 2019–2023: Für Amy Sedaris in The Mandalorian als Peli Motto
- 2020: Für Harriet Walter in Killing Eve als Dasha Duzran
- 2020–2021: Big Sky (Fernsehserie)
- 2020–2023 Für Lori Tan Chinn in Awkwafina Is Nora from Queens als Noras Grandma
- 2021: Für Catherine Keener in Brand New Cherry Flavor als Boro
- 2022: Für Amy Sedaris in Das Buch von Boba Fett als Peli Motto
- 2023: Navy CIS: L.A. für Sheila Wills als Thelma
- 2024: Für Tantoo Cardinal in Echo als Chula

### Filmmusik
- 1979: Wahnsinn, das ganze Leben ist Wahnsinn – Regie: Petra Haffter
- 1982: Bananen-Paul – Regie: Richard Claus
- 1983: Ente oder Trente – Regie: Rigo Manikofski

## Gesang (Auswahl)
- 2015–2016: „Disney on Ice“ – Regie: Rigo Manikofski
- 2015: „All Stars Galaband“ – Synchron GolfClub
- 2015–2019: „Fine Daze“ (Rockband) – u. a. Quasimodo (Musikclub) & Rickenbackers Music Inn

## Hörspiele und Hörbücher
- 2002: „Laufen“ von Dirk Josczok / Johannes Schmölling, Rolle „Die Journalistin“
- 2002: „John Sinclair Der Anfang“ von Oliver Döring, Rolle „Lara“
- 2003: „Richard Diamond – Privatdetektiv“ Serie, diverse Rollen
- 2004: „Weltmärchen“ von Hubertus von Puttkamer / Johannes Schmölling
- 2005–2010: „Offenbarung 23“, Hörspielserie Lars Peter Lueg, Rolle „Jutta“, Lübbe
- 2007: „Und nebenbei Liebe“ / Katrin Wiegand, Serie, diverse Rollen,
- 2008: „Die Abenteuer des Tom Sawyer“ / Mark Twain, Rolle „Tante Polly“, Deutscher Buchhandel
- 2011: „Bibi Blocksberg“ / Klaus-Peter Weigand, Fo.105 Die Hexenküche, Rolle „Marktfrau“
- 2011: „Die Alster Detektive“, Rolle „Verkäuferin“, LL & Hamburgische Bürgerschaft
- 2011: „Deine Juliet“ / Mary Ann Shaffer, Rolle „Lady Bella Taunton“, Argon
- 2011: „Benjamin Blümchen – Gute-Nacht-Geschichten“, diverse Rollen, KIDDINX
- 2012: „Jack Slaughter“, Tochter des Lichts, Rolle „Lady Asmodiana“
- 2016: „Prinzessin Emmy und ihre Pferde“, Rolle „Frohlinde Schmuck“,
- 2016–2018: „Benjamin Blümchen“, Rolle „Frau Maier“

## Literarisch-musikalische Lesungen
- 2008–2016: „Liebeserwachen“
- 2009: „Oh, Kino“
- 2009–2017: „Lachen erhellt den Tag“
- 2010: „Jaques Prévert“
- 2011–2012: „Hommage an den Jazz“
- 2011–2014: „Wasser“
- 2011–2015: „Und der Engel sprach“
- 2012: „Dada, daderadei, daderadamm“
- 2012–2013: „Mord in Balfour Castle“
- 2013–2015: „Valentinstag“
- 2013: „Karibische Affäre“
- 2013: „Curt Goetz Shorts“
- 2013–2014: „Tour de France“
- 2013–2014: „Songtexte - Nr.1 Hits“
- 2014–2017: „Das Gasthaus an der Themse“, Admiralspalast
- 2017: „Lachen erhellt den Tag“, Tertianum

## Auszeichnungen
- Gewinner Senats-Rockwettbewerb mit ARTISCHOCK, Berlin 1980
- Gewinner Deutsche Phono-Akademie Hamburg mit ARTISCHOCK, Nachwuchs-Förderpreis Gesang, Würzburg 1980

## Mitgliedschaft
- Gesellschaft für musikalische Aufführungs- und mechanische Vervielfältigungsrechte
- BFFS
- Curt-Goetz-Gesellschaft (Gründungsmitglied)
- Society Players (Gründungsmitglied)